# Giulia Fagundes
Giulia Fagundes é designer premiada em Cannes, formada em Design Gráfico pela Universidade Presbiteriana Mackenzie, em 2019. Foi sócia do estúdio Daó, baseado em São Paulo, SP, entre os anos de 2017 e 2021. Foi premiada com o Leão de Ouro no Cannes Lion Awards, em 2021, e como Young Talent no Latin American Design Festival, no Peru, em 2020. E o estúdio Daó foi premiado em algumas edições do Latin American Design Award (LAD), do Brasil Design Award e na 13º Bienal de Design Gráfico organizada pela Associação dos Designers Gráficos do Brasil (ADG Brasil).

## Atuação Profissional
Atualmente Giulia trabalha como designer e diretora de arte, e também como colaboradora e diretora do coletivo Designers Negres no Brasil (DNBR), iniciativa que tem o intuito de catalogar, fortalecer e proporcionar visibilidade às produções realizadas por criatives negres.